# Гуворский, Павел
Павел Гуворский (1884 — неизвестно) — российский фехтовальщик. Участник летних Олимпийских игр 1912 года.

## Биография
Павел Гуворский родился в 1884 году.
В 1912 году вошёл в состав сборной России на летних Олимпийских играх в Стокгольме. В личном турнире рапиристов в группе 1/8 финала занял последнее, 5-е место, проиграв Гордону Александеру из Великобритании, Альбертсону ван Зо Посту из США, Йозефу Пфайфферу из Богемии и Берталану Дунаю из Венгрии. В личном турнире шпажистов поделил в группе 1/8 финала последние 7-8-е места с Гордоном Александером из Великобритании, потерпев шесть поражений. В командном турнире шпажистов сборная России, за которую также выступали Гавриил Бертрен, Дмитрий Княжевич, Владимир Сарнавский, Владимир Кайзер, Александр Солдатенков и Лев Мартюшев, заняла в четвертьфинальной группе последнее, 3-е место, проиграв Великобритании — 4:11 и Бельгии — 2:9 и поделив итоговые 9-11-е места со сборными Норвегии и США.
Дальнейшая судьба и дата смерти неизвестны.